# Црква Свете Петке у Жучу
Црква Свете Петке у Жучу, насељеном месту на територији општине Куршумлија, припада Епархији нишкој Српске православне цркве. Црква је подигнута у перопду 1900 – 1901. године на развалинама старијег храма и посвећена је Светој Петки.
Црква је једнобродна грађевина, са правоугаоном основом и полукружном апсидом, без кубета и певница. Зидана је од трошног материјала, са кровом на две воде. Темељ је сазидан од нетесаног камена. Црква је покривена црепом са два дрвена крста на крову, док је олтарски део покривен лимом.
Унутрашњост цркве није живописана. Поред цркве са десне стране налази се звонара на дрвеним стубовима. Црква је освећена 1902. године. Осим улазних врата има и једна врата са северне стране, два прозора на северној и јужној страни, и један прозор на источној олтарској страни. Иако је генерално обновљена 1970. године, зуб времена је урадио своје, тако да се морала срушити до темеља, на тим темељима је подигнута нова црква 2008. године.